# Malina Kaszuba
Malina Kaszuba – polska naukowiec, dr hab. nauk społecznych, profesor uczelni Instytutu Nauk o Bezpieczeństwie i dziekan Wydziału Nauk Społecznych Uniwersytetu Przyrodniczo-Humanistycznego w Siedlcach.

## Życiorys
24 listopada 2009 obroniła pracę doktorską Działania humanitarne Polskich Kontyngentów Wojskowych w operacjach pokojowych, 22 maja 2019 habilitowała się na podstawie pracy zatytułowanej Siły Zbrojne w polityce bezpieczeństw Federacji Rosyjskiej. Została zatrudniona na stanowisku adiunkta w Instytucie Nauk Społecznych i Bezpieczeństwa na Wydziale Nauk Humanistycznych Uniwersytetu Przyrodniczo-Humanistycznego w Siedlcach.
Jest profesorem uczelni w Instytucie Nauk o Bezpieczeństwie, oraz dziekanem na Wydziale Nauk Społecznych Uniwersytetu Przyrodniczo-Humanistycznego w Siedlcach.